# Aptenocanthon monteithi
Aptenocanthon monteithi là một loài bọ cánh cứng trong họ Bọ hung (Scarabaeidae).